# Education, Education, Education and War
Albums de Kaiser Chiefs
The Future Is Medieval
(2011) Stay Together
(2016)
Education, Education, Education & War est le cinquième album studio du groupe britannique de rock indépendant Kaiser Chiefs, publié le 31 mars 2014 par Fiction Records.

## Liste des chansons
Toutes les chansons sont écrites et composées par Kaiser Chiefs sauf si annoté.
| No  | Titre                  | Auteur         | Durée |
| --- | ---------------------- | -------------- | ----- |
| 1.  | The Factory Gates      | Fraser T Smith | 3:32  |
| 2.  | Coming Home            |                | 4:51  |
| 3.  | Misery Company         |                | 5:13  |
| 4.  | Ruffians on Parade     | Fraser T Smith | 3:35  |
| 5.  | Meanwhile Up in Heaven |                | 5:12  |
| 6.  | One More Last Song     |                | 4:05  |
| 7.  | My Life                | Marcus Killian | 5:08  |
| 8.  | Bows & Arrows          |                | 3:43  |
| 9.  | Cannons                | Fraser T Smith | 6:02  |
| 10. | Roses                  |                | 4:38  |